# Discografia di Milva
Questa voce elenca l'intera discografia, in Italia e fuori da essa, di Milva dal 1958 ad oggi. I dischi di Milva sono stati pubblicati in diversi paesi del mondo, tra cui Austria, Spagna, Portogallo, Svizzera, Francia, Grecia, Turchia, Yugoslavia, Paesi Bassi, Regno Unito, Stati Uniti d'America, Brasile, Argentina, Messico, Perù, Uruguay.
Consistono per il mercato italiano, in 39 album in studio, di cui 3 colonne sonore dei suoi spettacoli teatrali, 7 album live, 16 EP, 126 singoli, e 64 raccolte.
La cantante vanta una vasta discografia estera, in particolare in paesi quali Germania (con 27 album pubblicati appositamente, 60 singoli, oltre a molte traduzioni dei singoli italiani, e numerose raccolte) e Giappone (con 70 album, tra inediti, live e raccolte, e 52 singoli) per un totale di 81 album, 337 singoli e 187 compilation pubblicati nel mondo.

## Album in studio
- 1961 – 14 successi di Milva (Cetra, LPB 35014)
- 1962 – Milva canta per voi (Cetra, LPB 35018)
- 1963 – Da Il Cantatutto con Milva e Villa (Cetra, LPB 35019)
- 1963 – Le canzoni del Tabarin - Canzoni da cortile (Cetra, LPB 35023)
- 1965 – Canti della libertà (Cetra, LPB 35027)
- 1966 – Milva (Cetra, LPB 35030)
- 1967 – Milva (Ricordi, MRL 6057)
- 1968 – Tango (Ricordi, SMRL 6058)
- 1969 – Un sorriso (Ricordi, SMRL 6066)
- 1970 – Canzoni di Edith Piaf (Ricordi, SMRL 6071)
- 1970 – Ritratto di Milva (Ricordi SMRL 6073)
- 1971 – Milva canta Brecht (Ricordi SMRL 6080)
- 1972 – La filanda e altre storie (Ricordi SMRL 6093)
- 1972 – Dedicato a Milva da Ennio Morricone (Ricordi SMRL 6098)
- 1973 – Sognavo, amore mio – con Francis Lai (Ricordi SMRL 6100)
- 1974 – Sono matta da legare (Ricordi SMRL 6135)
- 1975 – Libertà (Ricordi SMRL 6172)
- 1977 – Milva (Ricordi SMRL 6207)
- 1979 – La mia età (Ricordi SMRL 6249)
- 1980 – La Rossa (Ricordi SMRL 6265)
- 1982 – Milva e dintorni (Ricordi SMRL 6286)
- 1983 – Identikit (Ricordi SMRL 6307)
- 1985 – Corpo a corpo (Ricordi SMRL 6330)
- 1986 – Tra due sogni (Ricordi SMRL 6362)
- 1988 – Milva (Ricordi SMRL 6383)
- 1989 – Svegliando l'amante che dorme (Ricordi SMRL 6409)
- 1993 – Uomini addosso (Ricordi SMRL 6461)
- 1994 – Café Chantant (Album promozionale Lavazza non in vendita, allegato al volume Café Chantant) (Lavazza ELCD 1)
- 1997 – Mia bella Napoli (Polydor – 539 071-2)
- 1998 – Milva canta Thanos Mikroutsikos (Agorá – AG 167.1) (Pubblicato nel 1994 in Grecia e Giappone con il titolo Volpe D'Amore – Αλεπού Της Αγάπης)
- 1999 – Fammi luce - Milva ha incontrato Shinji (Pubblicato nel 1996 in Giappone e nel 1999 in Germania con il titolo Fammi Luce – Milva Ha Incontrato Shinji) (GO! Music – GO! 0599-2)
- 2000 – Hotel Astor (Aura Music ETN 002) – TangoSeis Special Guest Milva (Distribuito anche come Hommage a Astor Piazzolla)
- 2004 – Sono nata il 21 a primavera – Milva canta Merini (Edel, NAR International, Documents 10904-2)
- 2007 – In territorio nemico (NAR International NAR 10107 2)
- 2010 – Non conosco nessun Patrizio (Universal Music 0602527485010)

## Colonne sonore
- 1965 – Milva (Cetra, LPB 35029) (Dallo spettacolo Ma... cos'è questa crisi?, del Piccolo teatro di Milano)
- 1969 – Angeli in bandiera (Carosello – PLP 327) – con Gino Bramieri, Toni Ucci, Solveig D'Assunta e I Cantori Moderni di Alessandroni (Colonna sonora incisa in studio dello spettacolo teatrale omonimo)
- 1994 – La Storia Di Zaza (Colonna sonora incisa in studio dello spettacolo teatrale omonimo) (Hollywood Records CD-HO 82801)

## Album live
- 1975 – Brecht (Registrato dal vivo al Teatro Metastasio di Prato) (Ricordi SMRL 6164)
- 1978 – Canzoni tra le due guerre (Registrato in diretta al Piccolo teatro di Milano) (Ricordi SMRL 6217)
- 1985 – Live At The Bouffes Du Nord – con Astor Piazzolla (Ricordi SMRL 6332) (Registrato dal vivo al teatro Bouffes du Nord di Parigi nel 1984)
- 1998 – Live and more (Album promozionale in edizione limitata ad opera del Milva Collectors Club)
- 1998 – El Tango De Astor Piazzolla (Agorá – AG 170.2) (Distribuito nel 1999 con il titolo Tango (Live In Japan 1998))
- 2001 – La chanson française (Agorá – AG 288.1) (Registrato all'auditorium Joseph Haydn di Bolzano)
- 2010 – Milva Canta Brecht (Trecolori Media – 0196954TRM) (Album registrato dal vivo per l'omonimo spettacolo teatrale del 2008, da non confondersi con l'omonimo album in studio del 1971)
- 2011 – La variante di Lüneburg – con Walter Mramor (Artesuono Art 104)

## Raccolte
- 1966 – Milva (Cetra, LPP 82), ristampato nel 1978 per la serie Special 3000 FC con codice SFC 198)
- 1966 – Milva Vol. II (Cetra LPP 87, L PB. 35018)
- 1968 – Cocktail per due – Split con Sergio Endrigo (Serie Grandi Canzoni – Grandi Interpreti, Selezione dal Reader's Digest Disco N. 8)
- 1969 – Stasera... (Ricordi Z8SR 71005, pubblicato solo su cartuccia Stereo 8)
- 1970 – Brave, Bravissime! – split con Iva Zanicchi, Mina e Ornella Vanoni (Rifi – RMS 85108, pubblicato solo su musicassetta)
- 1971 – ...io Canto Per Amore – split con Iva Zanicchi, Mina e Ornella Vanoni (Ricordi – SMRL 6090)
- 1972 – Scelta Sicura (Ricordi – Ri-S 830012, pubblicato solo su cartuccia Stereo 8)
- 1972 – Milva (Music Parade Cetra – LEL 5)
- 1973 – Rosanna Fratello Milva Mia Martini – split con Rosanna Fratello e Mia Martini (Ricordi – RI-K 740240, pubblicato solo su musicassetta)
- 1975 – Milva (Cetra DPU 5, Serie Double Music)
- 1976 – Special 3000 (Fonit Cetra)
- 1977 – I successi di Milva (Ricordi ORL 8034, serie Orizzonte, ristampato dal 1977 con artwork differente e con l'aggiunta di un brano in più)
- 1980 – I grandi successi (Fonit Cetra – PL 426 serie Pellicano)
- 1982 – Milva (Armando Curcio Editore HP-02, Serie Hit parade international)
- 1982 – Milva (Profili musicali SRIC 017, serie Autori E Interpreti Della Canzone Italiana n. 17)
- 1983 – Milva Vol. 2 (Fonit Cetra PL 662, serie Pellicano)
- 1983 – Milva Vol. 3 (Fonit Cetra PL 663, serie Pellicano)
- 1987 – Grandi scelte (Fonit Cetra CDM 2005 stampato solo in CD)
- 1991 – I successi di Milva (Ricordi)
- 1991 – I successi di Milva (Replay Music, Butterfly Music RMCD 4015, pubblicato in MC col titolo Flamenco Rock RMK 2035)
- 1992 – Mon amour...sono canzoni d'amore (Ricordi, SMRL 6453)
- 1992 – Quattro vestiti (Joker CD 10015)
- 1992 – I grandi successi di Milva (Lotus CD 57068)
- 1992 – Milva (Fremus CDFR 0436 serie Golden Age – Original Recordings)
- 1992 – Il meglio di Milva (Bebas Record SMC 321)
- 1993 – Collezione (Rainbow CDRBW 3226)
- 1993 – I successi (TDM TDM CD 119)
- 1993 – I grandi successi (Alpha Record Time CD AR 7069)
- 1994 – Il meglio – Occhi spagnoli (D.V. More Record CD DV 5787)
- 1994 – Il meglio di Milva vol. 2 (Duck Record SMCD 429)
- 1994 – On stage – The classic collection (Fremus CDFR 0571)
- 1995 – Hit parade '66-'67 (Ricordi)
- 1995 – I successi di Milva (Ricordi BCD 305792)
- 1995 – I successi (Ricordi LOCD 14)
- 1995 – Milva (serie Le Signore Della Canzone) (Il Giornale)
- 1996 – All the best (Ricordi 74321426542(2))
- 1997 – Gli anni d'oro (BMG/Ricordi 74321 481552)
- 1997 – I grandi successi (Ricordi 74321 49401-2 serie Musicatua)
- 1997 – Tango della gelosia (Joker CD 22080)
- 1997 – Live and more (Club Micc)
- 1999 – La favolosa Milva (Warner Fonit 3984-27513-2)
- 1999 – Milva canta le sue più belle canzoni (Warner Fonit 3984 27556-2)
- 1999 – 13 CD box set (BMG/Ricordi CFD 01081 (13))
- 2000 – Milva (serie "Flashback – I Grandi Successi Originali") (BMG/Ricordi)
- 2000 – Il fascino della voce (Warner Fonit)
- 2000 – Milva (serie "Masterpiece") (Warner Fonit)
- 2001 – Tango italiano (Mazur Media/Delta Video)
- 2005 – Le più belle canzoni di Milva (Warner Music)
- 2005 – Fischia il vento (serie "Lospecchiodelrock") (Sonotec/Saar)
- 2007 – Le grandi canzoni di Milva (BMG/Sony Music)
- 2007 – Tutto Milva – La rossa (Rhino Records/Warner Music)
- 2007 – Le più belle di... (BMG/Sony Music)
- 2008 – Milord (WEA WRNCD 111)
- 2009 – I grandi successi (Rhino Records/Warner Music)
- 2009 – Milva (serie "La Mia Musica – I Grandi Successi Storici Originali") (BMG/Sony Music)
- 2009 – Milva (serie "Flashback – I Grandi Successi Originali") (Sony Music/Ricordi)
- 2011 – Una storia così (Halidon)
- 2011 – L'immensità (serie "Le Più Belle Di Sempre") (Errepi Media S.r.l./Az Distribuzione)
- 2011 – Milord (SMI (2))
- 2012 – Grandi Interpreti Italiane – split con Ivana Spagna (Azzurra Music TBP2122)
- 2016 – Playlist: Milva (Rhino Records/Warner Music)
- 2016 – Milva (BMG/Sony Music)
- 2018 – La Rossa – Best Of (Ermitage 18SC0003)

## EP
- 1958 – Canzoni Per Sentimentali (Filco OR 2071, 33 ⅓ RPM) – come Milva Biolcati, con Modoni Quartet, Carmen Rivas, Carlos Ramirez, Donato Román Heitmann
- 1958 – Milva Biolcati (Republic – ME 0163)
- 1960 – Flamenco Rock (Cetra EPE 3135)
- 1961 – Sanremo 1961 (Cetra EPE 3142)
- 1961 – Arlecchino gitano (Cetra EPE 3148)
- 1961 – Flamenco Rock (Cetra EPE 3149)
- 1961 – Nulla rimpiangerò (Cetra EPE 3153)
- 1961 – Il primo mattino del mondo (Cetra EPE 3155)
- 1962 – La tua stagione (Cetra EPE 3164)
- 1962 – La risposta della novia (Cetra EPE 3167)
- 1962 – Venezia t'amo/Napule ca se sceta (33 ⅓ RPM Flexi disc, Fonit Cetra PF 15014)
- 1963 – Sanremo 1963 (Cetra EPE 3168)
- 1963 – Collana Dac (DAC 4) – split con Claudio Villa
- 1963 – Cleo dalle cinque alle sette (Cetra EPE 3171)
- 1963 – L'unica ragione (Cetra EPE 3172)
- 1964 – Tango italiano (Cetra EPE 3162)
- 1965 – Quando parto per il mare (Cetra EPE 3178)

## Singoli
- 1960 – Non è follia/Piangeva tra la folla (Cetra, SP 872)
- 1960 – Crudele tango/Senza il tuo amore (Cetra, SP 873)
- 1960 – Flamenco Rock/Da solo a sola (Cetra, SP 886)
- 1960 – Uno a te, uno a me/La mia felicità (Cetra, SP 925)
- 1960 – Les enfants du pireè (Uno a te, uno a me)/Hassapico nostalgique (La mia felicità) (Cetra, SP 925)
- 1960 – Milord/Una storia così (Cetra, SP 926)
- 1960 – Io sono l'amore/El colombo venezian (Carla Boni e Gino Latilla) (Cetra, SP 928)
- 1960 – Forse sono pazza/Io vivo (Cetra, SP 938)
- 1960 – Arlecchino gitano/Tentazione (Cetra, SP 953)
- 1960 – Estate/Ti credo (Cetra, SP 956)
- 1961 – Il mare nel cassetto/Io amo tu ami (Cetra, SP 977)
- 1961 – Al di là/Lady Luna (Cetra, SP 983)
- 1961 – Da solo a sola/Crudele tango (Cetra, SP 995)
- 1961 – Il mare nel cassetto/Lady Luna (Cetra, SP 999)
- 1961 – Amore senza amore/Un amore senza storia (Cetra, SP 1006)
- 1961 – Roman love/Ritorna amore (Cetra, SP 1009)
- 1961 – Exodus/Delirio (Cetra, SP 1010)
- 1961 – Tango della gelosia/Romantic cha cha cha (Cetra, SP 1011)
- 1961 – Roman love/Canzoncella di casa mia (Claudio Villa) (Cetra, SP 1012)
- 1961 – Io vivo/Flamenco rock (Cetra, SP 1016)
- 1961 – Ballata del fiume/Anche la fine (Cetra, SP 1017)
- 1961 – Nulla rimpiangerò/Liebelei (Cetra, SP 1019)
- 1961 – Le cinque della sera/Mon homme (Cetra, SP 1020)
- 1961 – Mare verde/Credere (Cetra, SP 1046)
- 1961 – L'amore che fa amare/Mare scuro (Cetra, SP 1048)
- 1961 – Mon Dieu/L'amore per l'amore (Cetra, SP 1049)
- 1961 – Islas Canarias/Con le mani sugli occhi (Cetra, SP 1050)
- 1961 – Mare scuro/Il primo mattino del mondo (Cetra, SP 1068)
- 1961 – Verrò/Vicino al ciel (coro F. Potenza) (Cetra, SP 1071)
- 1961 – Venise que j'aime/Les voyageurs sans étoile (Cetra, SP 1072)
- 1961 – Il primo mattino del mondo/Venezia t'amo (Cetra, SP 1076)
- 1961 – Senza stelle/Eclisse di sole (Cetra, SP 1077)
- 1961 – Violino tzigano/Gringo (Cetra, SP 1080)
- 1961 – Et maintenant/Blessée (Cetra, SP 1095)
- 1961 – Che mai farò/Sinfonia d'amore (Cetra, SP 10986)
- 1962 – Tango italiano/Vita (Cetra, SP 1101)
- 1962 – Stanotte al luna park/Tu non esisti (Cetra, SP 1102)
- 1962 – Ore perdute/Invano (Cetra, SP 1112)
- 1962 – La tua stagione/Quattro vestiti (Cetra, SP 1113)
- 1962 – La ragazza del fiume/Quattro vestiti (Cetra, SP 1113)
- 1962 – Tre sassi bianchi/Ferita (Cetra, SP 1123)
- 1962 – La risposta della novia/Napule ca se sceta (Cetra, SP 1128)
- 1962 – Chiudi gli occhi e sogna/La tua stagione (Cetra, SP 1129)
- 1962 – Abat-jour/Tu vita (Cetra, SP 1130)
- 1962 – Non ci sono lacrime/La verde età (Cetra, SP 1135)
- 1962 – Non ci sono lacrime/Ricominciar (Cetra, SP 1135)
- 1962 – Guarda che luna/Cielo dei bar (Cetra, SP 1140)
- 1962 – Cleo dalle cinque alle sette/La verde eta (Cetra, SP 1145)
- 1962 – Goody goody/Il cielo ha capito (Cetra, SP 1151)
- 1962 – Goody goody/Vitalità (Cetra, SP 1154)
- 1963 – Ricorda/Sia per sempre (Cetra, SP 1160)
- 1963 – Non sapevo/Non pensarmi più (Cetra, SP 1161)
- 1963 – Mattinata/Serenata francese (Cetra, SP 1173)
- 1963 – Chi vorra incontrar l'amore/Malinconia (Cetra, SP 1175)
- 1963 – Tutto va bene/Lord's prayer (Cetra, SP 1178)
- 1963 – Mamaluk/Il sole tra le braccia (Cetra, SP 1180)
- 1963 – Se credi/Incendio (Cetra, SP 1190)
- 1963 – Core, amore und du/Deine Hand und meine Hand (Cetra, SP 1191)
- 1963 – Notturno in blue/Merci Paris (Cetra, SP 1198)
- 1963 – Io non ti amo/Il nostro amore (Cetra, SP 1201)
- 1963 – Voglio bene al mondo/Il mio Norman (Cetra, SP 1203)
- 1963 – L'unica ragione/Come sempre (Cetra, SP 1206)
- 1963 – Im boot der liebe/Blue boy (Cetra, SP 1208)
- 1964 – L'ultimo tram/Sfere impazzite (Cetra, SP 1220)
- 1964 – Balocchi e profumi/Spazzacamino (Cetra, SP 1228)
- 1964 – Miniera/Lucciole vagabonde (Cetra, SP 1229)
- 1964 – Aria di festa/Quando le rose rosse (Cetra, SP 1230)
- 1964 – Quando parto per il mare/Vai con lui (Cetra, SP 1231)
- 1964 – Vai con lui/Concerto a Granada (Cetra, SP 1234)
- 1964 – Tango delle capinere/Finestra chiusa (Cetra, SP 1247)
- 1964 – Creola/Ladra (Cetra, SP 1248)
- 1964 – Re di cuori/Le rose rosse (Cetra, SP 1254)
- 1964 – Gastone/Scettico blues (Cetra, SP 1255)
- 1965 – Vieni con noi/Forse ti amo (Cetra, SP 1268)
- 1965 – Quando sarai più grande/Per sempre per sempre (Cetra, SP 1273)
- 1965 – Come puoi lasciarmi/Devi decidere (Cetra, SP 1282)
- 1965 – Bella ciao/Non mi va (Cetra, SP 1283)
- 1965 – Ho ritrovato la felicità/Se ne andranno tutti (Cetra, SP 1293)
- 1966 – Nessuno di voi/Pigramente (Cetra, SP 1295)
- 1966 – Simone/Johnny (Cetra, SP 1299)
- 1966 – Lungo la strada/Fischia il vento (Cetra, SP 1303)
- 1966 – Blue Spanish Eyes (Occhi spagnoli)/Una campana (Cetra, SP 1304)
- 1966 – Ninnolo/La java rossa (Cetra, SP 1308)
- 1966 – Blue Spanish Eyes (Occhi spagnoli)/Pigramente (Cetra, SP 1319)
- 1966 – Inno a Oberdan/Addio Lugano bella (Fonit Cetra, SP 1378)
- 1966 – Voi non sapete/Perché io? (Ricordi, SRL 10431)
- 1966 – Little man/Parigi sorride (Ricordi, SRL 10446)
- 1967 – Uno come noi/Tamburino, ciao (Ricordi, SRL 10449)
- 1967 – Dipingi un mondo per me/Io non so cos'è (Ricordi, SRL 10462)
- 1968 – Se ritornerai/Come ci vedono loro (Ricordi, SRL 10489) (fuori commercio, pubblicato per il settimanale "Bella")
- 1968 – Canzone/La luna (Ricordi, SRL 10490)
- 1968 – Cuando sali de Cuba/M'ama non m'ama (Ricordi, SRL 10501)
- 1969 – Un sorriso/Amore tenero (Ricordi, SRL 10521)
- 1969 – El choclo (All'osteria)/Duello criollo (La donna del buono a nulla) (Ricordi, SRL 10539)
- 1969 – Primo amore/Quella rosa (Ricordi, SRL 10541)
- 1969 – Diego Cao/Nel buio/Juana (Ricordi, SRL 10554)
- 1969 – Aveva un cuore grande/Se piangere dovrò (Ricordi, SRL 10562)
- 1969 – Qualcosa di mio/È amore quando (Ricordi, SRL 10572)
- 1970 – Iptissam/Io lo farei (Ricordi, SRL 10571)
- 1971 – Sola/Surabaya Johnny (Ricordi, SRL 10617)
- 1971 – La pianura/La nostra storia d'amore (Ricordi, SRL 10641)
- 1971 – La filanda/Un uomo in meno (Ricordi, SRL 10651)
- 1972 – Mediterraneo/Se puoi parlare (Ricordi, SRL 10660)
- 1972 – È per colpa tua.../Va bene, ballerò (Ricordi, SRL 10670)
- 1973 – Da troppo tempo/I tetti rossi di casa mia (Ricordi, SRL 10687)
- 1974 – Monica delle bambole/Domenica domenica (Ricordi, SRL 10717)
- 1974 – L'uomo questo mascalzone/Senza te (Ricordi, SRL 10733)
- 1975 – La cucaracha/Simon Bolivar (Ricordi, SRL 10776)
- 1977 – Non piangere più Argentina/Un'altra stagione (Ricordi, SRL 10834)
- 1980 – La rossa/Quando il sipario... (Ricordi, SRL 10922)
- 1983 – Cantare e vai/Poggibonsi (Ricordi, SRL 10978)
- 1993 – Uomini addosso/E ti amo veramente (Ricordi, SRL 11128)

## Singoli promozionali
- 1960 – Estate/Ti Credo (Cetra – SP 956, jukebox)
- 1960 – Crudele Tango/Da solo a sola (Cetra – SP 995, jukebox)
- 1960 – Estate/Bumble Boogie Rock (Calabrone Rock) (Cetra – PSSN 51 promo)
- 1960 – Un amore senza storia/Amore senza amore (Cetra – SP 1006, jukebox)
- 1962 – La risposta della novia/Napule ca se sceta (Cetra – 1128, jukebox)
- 1962 – La verde età/Non ci sono lacrime (Cetra – SP 1135, jukebox)
- 1962 – Cleo dall cinque alle sette/La verde età (Cetra – 1145, jukebox)
- 1963 – Ricorda/Sia per sempre (Cetra – 1160, jukebox)
- 1963 – Tutto va bene/Malinconia (Cetra JB 100, jukebox)
- 1963 – Chi vorrà incontrar l'amore/Malinconia (Cetra JB 102, jukebox)
- 1963 – Mamaluk/Il sole tra le braccia (Cetra JB 103, jukebox)
- 1963 – Voglio bene al mondo/Il mio Norman (Cetra JB 106, jukebox)
- 1963 – L'unica ragione/Come sempre (Cetra JB 109, jukebox)
- 1964 – L'ultimo Tram (A Mezzanotte)/Sfere impazzite (Cetra JB 112, jukebox)
- 1964 – Quando parto per il mare/Vai con lui (Cetra JB 118, jukebox)
- 1964 – Aria Di Festa (Come Quel Giorno)/Quando La Rose Rosse (Cetra JB 127, jukebox)
- 1965 – Vieni con noi/Forse ti amo (Cetra JB 133, jukebox)
- 1965 – Miniera/Lucciole vagabonde (Cetra JB 137, jukebox)
- 1965 – Creola/Ladra (Cetra JB 139, jukebox)
- 1965 – Gastone/Scettico Blues (Cetra JB 141, jukebox)
- 1965 – Quando sarai più grande/Per sempre, per sempre (Cetra JB 145, jukebox)
- 1965 – Quando sarai più grande/Forse ti amo (Cetra JB 147, jukebox)
- 1965 – Come puoi lasciarmi/Devi decidere (Cetra JB 158, jukebox)
- 1965 – Ho Ritrovato La Felicità (Someday)/Se Ne Andranno Tutti (It Scares Me) (Cetra JB 169, jukebox)
- 1966 – Nessuno di voi/Pigramente (Cetra JB 171, jukebox)
- 1966 – Nessuno Di Voi/Una Casa In Cima Al Mondo (Cetra JB 175, jukebox) split con Claudio Villa
- 1966 – Simone (Ca N'a Pas D'importance)/Johnny (Cetra JB 179, jukebox)
- 1966 – Blue Spanish Eyes/Una campana (Cetra JB 180, jukebox)
- 1966 – Blue Spanish Eyes/Pigramente (Cetra JB 194, jukebox)
- 1966 – Little man/ Parigi sorride (Ricordi – SRL 10-446 promo)
- 1967 – Per Vedere Quanto È Grande Il Mondo/Uno Come Noi (Ricordi – SRL 10-447 promo)
- 1967 – Uno come noi/Tamburino ciao (Ricordi – SRL 10-449 promo)
- 1967 – Dipingi un mondo per me/Io non so cos'è (Ricordi – SRL 10-462 promo)
- 1968 – Se Ritornerai/Come Ci Vedono Loro (Ricordi – SRL 10-489 disco promozionale allegato al settimanale Bella stampato in due versioni con imballaggio differente)
- 1968 – Canzone/La luna (Ricordi – SRL 10-490 promo)
- 1968 – Cuando Sali De Cuba/M'Ama Non M'Ama (Ricordi – SRL 10-501 promo)
- 1968 – M'Ama Non M'Ama/Cuando Sali De Cuba (Ricordi – SRL 10-501 promo)
- 1969 – Aveva un cuore grande/Se piangere dovrò (Ricordi – SRL 10-562 promo)
- 1969 – Un sorriso/Zucchero (Ricordi – 45 JB 2 promo) split con Rita Pavone
- 1971 – La Filanda/Fino A Non Poterne Più (Ricordi – 45 JB 24 promo) split con Hunka Munka
- 1972 – Mediterraneo/Se puoi parlare (Ricordi – SRL 10660 promo jukebox)
- 1972 – E' per colpa tua.../Va bene, ballerò (Ricordi – SRL 10670 promo jukebox)
- 1980 – La rossa/Quando il sipario... (Ricordi – SRL 10922 promo jukebox)
- 1983 – Eva dagli occhi di gatto/Jo-Anne, Jo-Anne (Ricordi – J.B. 297, promo juke box split coi Secret Service)
- 1984 – Ai miei amici agenti (Ricordi – SRL 11009, promo contenente il brano Nel silenzio splende anche in versione strumentale)
- 1985 – Marinero/Duel (Ricordi – J.B. 297, promo juke box split coi Propaganda)
- 1985 – Marinero (Ricordi SRLM 2049, promo DJ)
- 1993 – Un anno di noi/Uomini addosso (Ricordi – JB 383, promo juke box split coi Francesca Alotta)
- 1999 – Oh! Mama (Dig It, DIT X 007 P, promo)
- 2004 – Sono Nata Il 21 A Primavera/L'Albatros (NAR International, 10904-2, promo)
- 2005 – Piedi adorati – con Giovanni Nuti (High Tide, TIDE 9188-1, promo)
- 2007 – The show must go on (NAR International, NAR 0307 2, promo)

## Test pressing
- 1962 – Stanotte al luna park/Tu non esisti (Cetra 02654) Test pressing
- 1962 – Tango italiano/Vita (Cetra SPC 02868/SPC 02869) Test pressing
- 1962 – Il Nostro Amore/La Verde Età (Cetra SPC 02933) Test pressing
- 1963 – Io non ti amo/Se credi (Cetra SPC 03279/SPC 03280) Test pressing
- 1963 – Il mio Norman/Merci Paris (Cetra SPC 03287/SPC 03288) Test pressing
- 1965 – Canto delle mondine/Bella ciao/Come puoi lasciarmi (Cetra MSC 4599/2) Test pressing
- 1965 – Non mi va (Cetra MSC 4648) Test pressing
- 1973 – Da troppo tempo/I tetti rossi di casa mia (Ricordi, – none) Test pressing
- 1974 – Monica delle bambole (Ricordi, – none) Test pressing
- 1988 – Rapsodie gitane/Vento di mezzanotte (Ricordi, – none) Test pressing
- 1990 – Sono felice (Ricordi, – SRL 11102) Test pressing

## Discografia Arabia Saudita

### Album
- 1976 – Milva singt Tangos Deutsch und Italienisch (747 – 1324)
- 1979 – Was Ich denke (747 – 1797)
- 1979 – La mia età (Musiche di Mikis Theodorakis) (747 – 1935)
- 1981 – Ich hab' keine Angst (747 – 3105)
- 1982 – Das Konzert (747 – 3171)
- 1982 – Immer mehr (747 – 3399)
- 1989 – Non pianger più Argentina (Pyramid P-3186, MC)

## Discografia Argentina

### Album
- 1966 – Milva (Producciones Fermata LF 91)
- 1980 – La Rossa (MICSA – SE – 60.164)
- 1982 – Tango (MICSA, Microfon Argentina S.A. – PRK-1041)
- 1985 – Live At The Bouffes Du Nord – En Vivo En Paris (Polydor 27259)
- 1986 – Tra due sogni (Polydor – 29019 829897-4)
- 1992 – Canciones De Edith Piaf (Música & Marketing, Ricordi TC (22) 50096, TK (34) 16059)
- 1995 – Tango (Música & Marketing – TK (34) 16047. ristampa in CD)
- 2011 – En Vivo – Tokyo 1988 (RP Music – RP 326, B.J.L. – RP 326)

### Raccolte
- 1964 – Milva (Producciones Fermata – LF-101)
- 1969 – Por amor (CBS – 8.751)
- 1969 – La Inconfundible (CBS – 8.861, CBS – 8861)
- 1981 – Los Mas Grandes Exitos De Milva (Tennessee – 45-664)
- 1982 – Los exitos de Milva (MICSA – PROM-200.055)

### Singoli
- 1960 – Flamenco Rock/Da solo a sola (Cetra, SP 886)

## Discografia Australia
- 1964 – 14 successi di Milva (Cetra, Carinia Records LPB 35014)

### EP
- 1960 – The New Star Of The Italian Radio-Television (Cetra – CEP-0520, distribuito con due copertine con colori diversi ed in seguito anche col titolo Milva Sings Vol. 2	Carinia Records – CEP-0520)
- 1961 – Ballata del fiume/Tango della gelosia/Romantic cha cha cha/Anche la fine (Cetra – CEP-0530)
- 1961 – The New Star Of The Italian Radio-Television (Cetra – CEP-0528)
- 1961 – Sanremo 1961 (Cetra – CEP-0521) con Carla Boni

### Singoli
- 1961 – Credere/Mare verde (Cetra – SPA-112)
- 1961 – Il primo mattino del mondo/La novia (Cetra – SPA-118) – il lato b è cantato da Claudio Villa
- 1961 – Verrò/Gin gin gin (Cetra – SPA-125) – il lato B è cantato da Tonina Torrielli e Duo Fasano

## Discografia Austria
- 1972 – Milva singt Tangos Deutsch und Italienisch (Ricordi MLP 15.920)
- 1972 – Dedicato a Milva da Ennio Morricone (Ricordi MLP 15.928)
- 1975 – Brecht (Ricordi, Stern Musik MLP 15.925)
- 1975 – Milva canta Brecht (Ricordi MLP 15.927)
- 1976 – La filanda e altre storie (Ricordi MLP 15.941)
- 1976 – Canzoni di Edith Piaf (Ricordi 0065.026, 91 053 9)
- 1977 – Non pianger più Argentina (Metronome – 0060.081)
- 1978 – Von Tag zu Tag (Metronome – 33 769, MC)
- 1979 – La mia età (Metronome – 0060.198)
- 1979 – Was ich denke Metronome – 0060.204)
- 1979 – Wenn wir uns wiederseh'n (Metronome – 0060.309)
- 1980 – La Rossa (Metronome – 0060 381)
- 1981 – Ich hab' keine Angst (Metronome – 0060 383)
- 1982 – Das Konzert (Metronome – 0080.074)
- 2011 – La Rossa Live In Japan (Mint Records – ZYX 20952-2, ZYX Music – ZYX 20952-2)

### Raccolte
- 1976 – Gold (Ricordi – MLP 15.947)
- 1977 – The Original Milva (Ricordi – 45.001)
- 1979 – Star Edition (Metronome – 0080.024)
- 2001 – Die Kraft unserer Liebe (Koch Music – 398 237, Koch Präsent – 398 237)

### Singoli
- 1961 – Il mare nel cassetto/Io amo, tu ami (Cetra – SP 977)

## Discografia Belgio
- 1971 – Tango (Ricordi, Ampex – RI-S 830.010)
- 1972 – Canzoni di Edith Piaf (Ricordi, Ampex – RI-S 830011)
- 1972 – La filanda e altre storie (Ricordi, Ampex – RI-S 830025)
- 1972 – Dedicato a Milva da Ennio Morricone (Ricordi RI-K 740226, MC)
- 1975 – Brecht Vol.2 (Élan Records – ELA 8010)
- 1977 – Milva (Élan Records ELA 8012)
- 1983 – Canzoni tra le due guerre (Élan Records ELA 8011)

### Raccolte
- ? – Milva (Fonit Cetra – 8-30088, Ampex – 8-30088, Stereo 8)
- 1972 – Scelta Sicura (Ricordi – RI-S 830012, Stereo 8)
- 1973 – Milva (Music Parade Cetra – TSP 5, Stereo 8)
- 1984 – La Pantera (Élan Records – ELAN 2430)
- 1986 – Gold Star (Élan Records – ELA 8010/11/12)

### EP
- 1961 – Sanremo 1961 (Cetra – EPE 3142)

### Singoli
- 1961 – Il mare nel cassetto/Io amo, tu ami (Cetra – 9.30.075)
- 1961 – Credere/Mare verde (Cetra – 9.30.077)

## Discografia Brasile
- 1966 – Milva (Cetra, Fermata FB 156)
- 1967 – 14 successi di Milva (Cetra, Fermata FB 182)
- 1969 – Un sorriso (Chantecler, Ricordi 83-8064)
- 1973 – Sognavo, amore mio (Chantecler, Ricordi RILP 6.002)
- 1974 – Sono matta da legare (Chantecler, Ricordi 4-11-404-011)
- 1975 – Tango (Chantecler, Ricordi 4-11-404-013)
- 1979 – La mia età (Metronome Ricordi – 504.7127)
- 1983 – Tango (Chantecler, Ricordi 83-8062, seconda ristampa in vinile)
- 2011 – Milva & Astor Piazzolla Ao Vivo em Tókio 1988 (Biscoito Fino – BFI 367)
- 2011 – Ao Vivo Em Tóquio 1988 – O Concerto Completo No Nakano Sunplaza Hall (Biscoito Fino – BFI 367)

### Raccolte
- 1967 – Tamburino, Ciao (Ricordi – RI 8043, Chantecler – RI 8043)
- 2000 – Ricordi... O Melhor Da Música Italiana (BMG Marketing Estratégico – 7432166471-2, RCA – 7432166471-2)

## Discografia Bulgaria

### Raccolte
- 1964 – Milva (Electrecord – EDD 1089, stampato con in tre edizioni con copertine diverse)

## Discografia Canada
- 1969 – Angeli in bandiera (Bravo, LPS 1907)
- 1978 – Sings Nostalgic German Film And Cabaret Hits – Auf Den Flügeln Bunter Träume (Peters International, Inc. – PLD 7051)
- 1978 – Von Tag Zu Tag (Lieder Von Mikis Theodorakis) (UK Records UKS 5038)

### Raccolte
- ? – Milva (Ital... Record – LPIRS 1032, LP, Venus Records LPV 8 S 7011, stereo 8)

## Discografia Cina
- 1989 – Da troppo tempo (Seven Seas – 260E 52067, CD)

## Discografia Colombia
- 1967 – 14 successi di Milva (Cetra, Fermata LPF 24-27)

### Raccolte
- 1968 – Milva Canta (Tropical – LD-7501)

## Discografia Francia

### Album
- 1975 – Brecht Vol.2 (RCA – PL 37423)
- 1980 – Attends, La Vie (RCA Victor – PL 37422)
- 1980 – Milva canta Brecht Vol. 1 (RCA Victor – PL 37422)
- 1981 – Moi, Je N'ai Pas Peur (RCA Victor – PL 37503)
- 1982 – Milva (RCA Victor – PL 37614)
- 1983 – Canzoni tra le due guerre (Disques Festival – FLD 757, 30250)
- 1985 – Live At The Bouffes Du Nord (Polydor – 825 125-4, Metronome – 825 125-1)
- 1986 – Tra due sogni (Polydor – 829 897-4)
- 2015 – Live In Tokyo 1988 (B.J.L. – 7M001-2, Sony Music – 7M001-2)

### Raccolte
- 1982 – I grandi successi (Disques Festival – FLD 749)
- 1983 – Canzone (Milan – A 120 158, ristampato in CD nel 1988)
- 1994 – L'Italienne (Polygram – 523 581-2)
- 2001 – Tango italiano (Road Classics – RC 9683, HDC High Definition Classics – RC 9683)

### Singoli
- 1961 – Credere/Mare verde (Cetra 	CID – 250.575)
- 1961 – Et maintenant/Le premier matin du monde (Vega – V 45 5141)
- 1961 – Al di là/Il mare nel cassetto (Cetra – CE 23701)
- 1961 – Il mare nel cassetto/Al di là (CID – 250.568)
- 1961 – Io amo, tu ami/Lady Luna (CID – 250.567)
- 1961 – Tentazione/Milord (CID – 250.573)

## Discografia Germania

### Album
- 1968 – Tango Inspirationen (Polydor – 249 351, ristampato nel 1969 e nel 1976 con artwork diverso con il titolo Milva singt Tangos Deutsch und Italienisch Ricordi – MLP 15.920)
- 1970 – Ritratto di Milva (Ricordi – 2324 009)
- 1975 – Brecht (Ricordi MLP 15.925	Stern Musik – MLP 15.925, ristampato in CD nel 1986 Ricordi – 825 964-2)
- 1975 – Tango (Ricordi – MLP 15.926, ristampato in LP nel 1979, in CD nel 1986, ed in MC nel 1991. È stato ristampato in seguito varie volte in LP)
- 1975 – Milva canta Brecht (MLP 15.927, ristampato nel 1976 e nel 1980)
- 1975 – Dedicato a Milva da Ennio Morricone (Ricordi MLP 15.928, 0015.928)
- 1976 – Libertà (Ricordi – MLP 15.936, ristampato con tre varianti di colore in copertina diverse e in CD nel 1995 Ricordi 74321 29929 2, Ariola 74321 29929 2)
- 1976 – La filanda e altre storie (Ricordi – MLP 15.941)
- 1976 – Canzoni di Edith Piaf (Ricordi – MLP 15.942, 0065.026)
- 1977 – Auf den Flügeln bunter Träume (Metronome – 60.037, ristampato a partire dal 1990 anche con il titolo Auch du wirst mich einmal betrügen)
- 1977 – Non pianger più Argentina (Metronome – 0060.081)
- 1978 – Von Tag zu Tag (Metronome 0660.103, ristampato in CD nel 1983 e nel 1985 813 493-2, e successivamente ancora in CD)
- 1978 – Lieder zwischen den Kriegen (Metronome – 0060.135)
- 1979 – La mia età (Metronome – 0060.198)
- 1979 – Was ich denke (Metronome – 0060.204, 38 917 1 ristampato in CD nel 1983 e nel 1990 813 494-2, e successivamente ancora in CD)
- 1979 – Wenn wir uns wiederseh'n (Metronome – 0060.309, 388 371)
- 1980 – Attends, la vie (Metronome – 0069.085)
- 1980 – La rossa (Metronome – 0060.381, Ricordi SMRL 6265)
- 1981 – Ich hab' keine Angst (Metronome 0060.383, ristampato in CD nel 1983 811 631-2)
- 1982 – Immer mehr (Metronome 0060.528, ristampato in CD nel 1983 810 043-2)
- 1982 – Das Konzert (Metronome 0080.074)
- 1982 – Milva e dintorni (Metronome 0060.493)
- 1983 – Die sieben Todsünden der Kleinbürger – The seven deadly sins – Les sept péchés capitaux ((Metronome 0060.558)
- 1983 – Unverkennbar (Metronome 813 364-1, 321638, ristampato in vinile nel 1984 46 755 5 e nel 1985 in CD 813 364-2)
- 1984 – Milva & Astor Piazzola – Live at the Bouffes Du Nord (Metronome 825 125-1 ME, LP CD MC)
- 1985 – Mut zum Risiko (Metronome 825 448-1 LP CD 825 448-2)
- 1985 – Corpo a corpo (Metronome 827 655-1)
- 1986 – Geheimnisse (Metronome 829 656-1 LP, CD 829 656-2)
- 1986 – Tra due sogni (Metronome 829 897-1 LP, CD 829 897-2, ristampato nel 1989 in CD Karussell 841 487-2 e nel 1990 col titolo Die großen Erfolge 841 487-4)
- 1988 – Unterwegs nach Morgen (Metronome 835 383-1, LP CD MC)
- 1989 – Das Beste – Milva live – In Concert (Metronome 60 730 9, LP CD MC)
- 1989 – Eine erfundene Geschichte (Metronome – 841 027-1 LP)
- 1990 – Ein Kommen und Gehen (Metronome – 843 939-1 LP CD MC)
- 1990 – Die Dreigroschenoper (Metronome – 820 940-2, Metronome – 430 075-2 CD)
- 1991 – Gefühl & Verstand (Metronome – 511 258-1 LP CD MC)
- 1993 – Uomini addosso (Metronome 521 136-2 CD MC)
- 1994 – Lieder zwischen zwei Kriegen (Metronome – 523 334-2CD MC)
- 1994 – Dein ist mein ganzes Herz (Metronome – 523 726-2, Freizeit Revue Music – 523 726-2 CD MC)
- 1995 – Tausendundeine Nacht (Polydor 529 207-2 CD)
- 1996 – Milva canta un nuovo Brecht (Polydor 531 973-2 CD)
- 1997 – Mia bella Napoli (Polydor 539 071-2 CD)
- 1999 – Fammi luce – Milva ha incontrato Shinji (ZYX Music – ZYX 20489-2 CD ristampato in CD Silver Star – SIS 1081-2)
- 1999 – Stark sein (TreColori Media – 0185624 TRM CD)
- 2001 – Artisti (Ariola – 74321 76550 2 CD)
- 2004 – Milva canta Merini (ZYX Music, Mint Records– ZYX 20685-2 CD)
- 2007 – In territorio nemico (Gabric Edizioni Musicali Srl – 0185622TRM CD)
- 2008 – Milva canta Astor Piazzolla (TreColori Media – 0185624 TRM CD)

### Raccolte
- 1975 – Portrait (Metronome Ricordi 0015.917, MLP 15.917)
- 1976 – Gold (Ricordi MLP 15.947 LP MC)
- 1976 – Canzone dall'Italia (Ricordi MED 51.019 LP MC)
- 1977 – The original Milva (Ricordi 45.001, 0701.456 LP MC)
- 1978 – Star Edition (Ricordi 0080.024, 0702.471, 0702.472 LP MC 1979)
- 1978 – Ein Portrait (Metronome 34765 8 LP MC)
- 1979 – Starportrait (Metronome 27696-4, 0900.107 LP MC)
- 1979 – Ein Präsent voller Lieder (Metronome 0901.025 LP MC)
- 1980 – International (Metronome 0902.023 30 703 3 LP MC)
- 1980/1981 – Star Gold Super (Metronome 0080.039 LP MC)
- 1981 – Milva (AMIGA 8 55 837 LP MC)
- 1981 – Ein Dankeschön all meinen Freunden (Metronome 91 402 8, 36 203 8 LP MC)
- 1982 – Starlight (Ricordi 0045.022 LP MC)
- 1982 – Milva singt Brecht (ETERNA 8 27 385 LP MC)
- 1982 – Milva (Ultraphone 6.25 223 AF, 6.25 223 LP MC)
- 1982 – Milva (Profili Musicali SRIC 017, 17 LP MC)
- 1983 – 16 Greatest Hits (Platinum, Milan, SPI LP MC)
- 1984 – Gesichter einer Frau (Polystar, 821 045-1 LP CD MC)
- 1984 – Mille Grazie (Fonit Cetra, Milan9052-3 LP)
- 1984 – Tango – Gefühl und Leidenschaft (Ricordi 40897-1, 408971 LP)
- 1986 – Milva original star (Europa 510 407.6 MC)
- 1987 – Hurra, wir leben noch (Metronome 833 666-2 CD MC)
- 1987 – Nein, ich ergeb mich nicht (Karussell – 839 100-4 MC)
- 1987 – Songbook (Metronome14 387 5 LP CD MC)
- 1988 – Italienische Lieder (Karussell 835 282-2 CD MC)
- 1989 – Stars & Schlager (Karussell 839 475-4 MC)
- 1990 – Milva (Bellaphon, Fonit Cetra 230·22·001 LP CD MC)
- 1992 – La Bella (Music & Sound – PMM 0643-2 – 0006432PMM CD, distribuito nel 1995 con il titolo La Cucaracha LaserLight Digital – 12 559, LaserLight – 12 559 e nuovamente nel 2003 col titolo Milva Musicolor – 311 1023)
- 1992 – Stationen (Metronome, MIX 513 782-2 CD MC)
- 1993 – Meisterstücke (Spectrum 519 708-2 CD MC, ristampato nel 2000 su etichetta Polydor, Universal 519 708-2)
- 1995 – ...Eine Stimme mit Gefühl (Reader's Digest MIV 7313 1 – MIV 7313 3, 3CD 3MC)
- 1995 – Hurra, wir leben noch (Spectrum 551 443-2 CD)
- 1995 – Mein Weg mit dir (Herzlichst Milva) (Polymedia Special Projects 336575 box 3CD)
- 1996 – Meisterstücke II (Spectrum 551 941-2 CD MC)
- 1996 – Grandi Scelte – Greatest Hits (ZYX Music – ZYX 10043-2, Mint Records – ZYX 10043-2 CD)
- 1996 – Balladen (Ariola Express, BMG Ariola Miller GmbH 74321 40403 2 CD MC)
- 1996 – Milord (Universe UN 3201 CD MC)
- 1997 – Selbstbewußt (Polydor 539 379-2 CD)
- 1998 – Mein Weg (Stationen einer Karriere 1977–1998) (Polydor 559 051-2 CD)
- 1999 – Best of (Karussell, Spectrum 554 810-4 CD MC)
- 2000 – Die Unvergleichliche (WEA Records – 3984 27513-2 CD)
- 2000 – Hurra, wir leben noch (Polydor – 549 140-2 box 3CD)
- 2000 – Große Gefühle (Con Tutti Emotioni) (Ariola Express 74321 74683 2 CD)
- 2000 – Große Gefühle (Con Tutti Emotioni) (Ariola Express 74321 74683 2 CD)
- 2000 – Fischia il vento (Pop Stars – PS 95607 CD)
- 2000 – In Gedanken (Polydor – 543 394-2 CD)
- 2001 – Ich hab keine Angst (Delta #1 – 23 213/549 860-2 CD)
- 2001 – Portrait (Polydor – 109 248 0, 51200351, 67 222 0 CD)
- 2002 – Ganz viel Liebe (Ariola Express – 74321 93807 2, 50357665 CD)
- 2003 – Nur das Beste – Die Großen Erfolge (Ariola BMG – 82876 54919 2, 50785569 CD)
- 2010 – Ihre großen Erfolge (Brunswick News 06007 53250013 2CD, uscito anche in versione singola)
- 2011 – Glanz Lichter (Koch Universal – 2780513, Universal Music Group – 2780513 CD)
- 2011 – Schönste Schlager & Belle Canzoni (Weltbild Music 704872 CD)
- 2013 – Milva (LaserLight Digital N 16 039 CD)
- 2019 – Il mare nel cassetto (Musictales 2087751, 100.223 CD)
- 2022 – Milva (Universal Group Electrola 06024 4553195, A0103380664-0103, A0103380665-0203, A0103380666-0303 box set CD)
- ? – Stars & ihre Großen Erfolge (Metronome – 527 229-2 CD)
- ? – Mein Weg mit dir (Metronome – 33 657 5 CD)
- ? – Gesichter einer Frau (Metronome – 821 045-2 CD)

### Singoli
- 1962 – Tango italiano/Liebelei/Temptation/Flamenco rock
- 1962 – Tango italiano/Stanotte al luna park/Addio addio (Claudio Villa)/La novia (Claudio Villa)
- 1962 – Tango italiano/Gondola, gondoli (Tonina Torrielli)
- 1963 – Ricorda/Goody goody
- 1963 – Core, amore und du/Deine Hand und meine Hand
- 1963 – Moonlight Guitar/Ein Haus voller Glück
- 1963 – Im Boot der Liebe/Blue Boy
- 1969 – Niemand hat meine Tränen gesehn/Morgen früh
- 1969 – Laß das Lieben Legionär/Wo ist der Mann
- 1972 – Die Liebe auf den ersten Blick/Was ich heut' fühle
- 1972 – Die verpasste Gelegenheit/Ein paar Takte Zärtlichkeit
- 1973 – È per colpa tua/Ich suche Liebe
- 1975 – È per colpa tua/La filanda
- 1977 – Non piangere più Argentina/Un'altra stagione – settima posizione in Svizzera
- 1978 – Zusammenleben/Du bist so klein
- 1978 – Von Tag zu Tag/Freiheit, Gleichheit und so weiter
- 1979 – Typisch Mann/Mutter
- 1979 – Liberta/Wir müssen wach sein
- 1981 – Ich hab' keine Angst/Christine
- 1981 – Du hast es gut/Der Morgen danach
- 1982 – Poggibonsi/Alexanderplatz
- 1982 – Immer mehr/Er stand da und weinte
- 1982 – Wieder mal/Alexanderplatz
- 1983 – Du bist sehr müde, Liebling/Musste ich nicht damit rechnen
- 1983 – Hurra, wir leben noch/Auch der Mensch
- 1983 – Vielleicht war es Liebe/Eva
- 1985 – Die Kraft unserer Liebe/Du bist ein Freund
- 1985 – Nein, ich ergeb' mich nicht/Rosa
- 1985 – Marinero/Storia da dancing
- 1986 – Du gibst mir mehr/Etwas mehr
- 1986 – Deine Frau/Arie
- 1988 – Wenn der Wind sich dreht/Gemeinsam
- 1988 – Komm zurück zu mir/Solang sich diese Erde dreht
- 1988 – Wenn der Wind sich dreht/Gemeinsam/Alexanderplatz
- 1989 – Potemkin (promozionale)
- 1989 – Una storia inventata (promozionale)
- 1989 – Una storia inventata/Potemkin/Le vittime del cuore
- 1990 – Ein Kommen und Gehen/Die Nacht mit dir
- 1990 – Ich bin ganz ich/Ich tät es wieder
- 1990 – Ein Kommen und Gehen/In Gedanken/Die Nacht mit dir
- 1990 – Ich bin ganz ich/Ich tät' es wieder/Woher kommen wir, wo gehen wir hin
- 1991 – Welt aus Stein/Gefühl und Verstand
- 1991 – C'est ça, c'est la vie
- 1991 – Welt aus Stein/Gefühl und Verstand/Mein Gott, ich lieb dich
- 1992 – Ich weiß es selber nicht genau/Zusammenleben
- 1992 – Mein Weg mit dir/Komm zurück zu mir
- 1992 – Ich weiß es selber nicht genau/Zusammenleben/Johnny, wenn du Geburstag hast
- 1992 – Mein Weg mit dir/Komm zurück zu mir/Die letzte Carmen
- 1993 – Uomini addosso/Mon amour/La notte dei miracoli
- 1994 – Immer und ewig/Dein ist mein ganzes Herz/Les pécheurs de perles
- 1995 – Tausendundeine Nacht/Frühlingserwachen/Sag ihr die Wahrheit
- 1995 – Flauten und Stürme/Wärst du doch hier/Du kennst dich aus
- 1997 – Night at the Opera: Hurra, wir leben noch/Freiheit in meiner Sprache/Die Gedanken sind frei/Moritat von Mackie Messer
- 1999 – Stark sein (radiomix)/Stark sein (karaokeversion)
- 2000 – Nach all der Zeit/Keiner war so zärtlich
- 2000 – Ave Maria/Aria
- 2002 – Weitergehn
- 2002 – Du liebst nicht mit dem Herzen
- 2005 – Piedi adorati (Milva & Giovanni Nuti)/Le osterie (Giovanni Nuti)/Tumbalalaika (Giovanni Nuti)
- 2012 – Der Mensch, der dich liebt.../Wie die Möwe Jonathan

## Discografia Giappone

### Album
- 1964 – Milva In Tokio (Seven Seas – SH 111)
- 1967 – Concert In Japan – con Claudio Villa (Live) (Seven Seas – SR-163, ristampato in CD nel 1986 col titolo Live in Japan Seven Seas – K32Y 2046)
- 1967 – Milva On Stage (Live at Tokyo Sankei Hall) (Ricordi – MW2015)
- 1971 – Canzoni di Edith Piaf (Ricordi – MW 2022 LP, ristampato in CD nel 1992 Seven Seas – KICP 206)
- 1972 – Milva canta Brecht (Ricordi – MW 2045 LP, ristampato in LP, CD ed MC nel 1987 Seven Seas – K32Y 2068, K28P-661, K28W 500 e nuovamente in CD nel 1990 Seven Seas – KICP 66)
- 1972 – Teruhiko Saigo recital special big guest Milva (Crown – GW-7029Q, LP)
- 1972 – Love feeling in Japan (Ricordi – MW 2039)
- 1974 – Dedicato a Milva da Ennio Morricone (Ricordi – MW 2092, LP, Ristampato in CD nel 1994 Seven Seas – KICP 394 e nuovamente in CD nel 2022 Sony Records Int'l – SICP 31572)
- 1974 – Sognavo, amore mio (Ricordi – MW 2085)
- 1975 – Sono matta da legare (Ricordi – MW 2104)
- 1976 – Libertà (Ricordi – MWF 1001)
- 1978 – Milva (Ricordi – MWF 1041 LP, ristampato nel 1984 in LP per la serie Orizzonte Seven Seas – ORL 8678 e nel 1989 in CD con il titolo Da troppo tempo Seven Seas – 260E 52067, ristampato nuovamente in CD nel 1994 Seven Seas – KICP 404)
- 1978 – Canzoni tra le due guerre (Ricordi – MWF 1049, ristampato nel 1987 Seven Seas – SMRL 6217 e in CD nel 1992	Seven Seas – KICP 205)
- 1979 – Milva (Seven Seas – GP-736)
- 1981 – Ich hab' keine Angst (Seven Seas – K28P 337 LP, ristampato in CD nel 1992 Seven Seas – KICP 209)
- 1982 – Das Konzert (Metronome – 0080.074)
- 1982 – Milva e dintorni (Ricordi – ORL 8728 LP, ristampato in CD nel 1994 Seven Seas – KICP 395)
- 1985 – Live At The Bouffes Du Nord – El Tango (Seven Seas – K28P578 LP, stampato in CD nel 1986 Seven Seas – K32Y 2027 e nuovamente in CD nel 1992 Seven Seas – KICP 208 in due differenti edizioni, nel 1998 è stato stampato nuovamente in CD Seven Seas – KICP 641)
- 1985 – Corpo a corpo (Seven Seas – K28P579, LP)
- 1987 – Tra due sogni (Seven Seas – K28P 669, LP e CD, ristampato in CD nel 1992 Seven Seas – KICP 210)
- 1987 – Ninna nanna della traviata – Milva canta della giapponesi (Seven Seas – K28P-662 LP CD ed MC, ristampato in CD nel 1996 Seven Seas – KICP 515)
- 1988 – Unterwegs nach Morgen (Seven Seas – K28P 706 LP Seven Seas – K32Y 2123 CD, ristampato in CD nel 1994 Seven Seas – KICP 403)
- 1990 – Svegliando l'amante che dorme (Seven Seas – KICP 6)
- 1990 – Brecht (Seven Seas – KICP 67, CD)
- 1990 – Die sieben Todsünden der Kleinbürger – The seven deadly sins – Les sept péchés capitaux (Seven Seas – KICP 68 CD, ristampato nel 2000 Seven Seas – KICP 644)
- 1990 – Die Dreigroschenoper (London Records – POCL-1020, CD, ristampato in CD nel 1997 su etichetta London Records – POCL-5259)
- 1992 – Milva dramatic recital '92 – Canzoni tra le due guerre (Seven Seas – KICP 261/2 2xCD, ristampato in CD nel 1998 con il titolo Lili Marleen – Milva Best Live In Japan Seven Seas – KICP 646/7)
- 1993 – Uomini addosso (Seven Seas – KICP 344 CD)
- 1995 – Dein ist mein ganzes Herz (Metronome – POCP-7012, Polydor – POCP-7012 CD)
- 1995 – Vento d'amore (Seven Seas – KICP 489)
- 1996 – Fammi luce – Milva ha incontrato Shinji (Seven Seas – KICP 504, CD)
- 1996 – La mia età (Seven Seas – KICP 513, CD)
- 1997 – Milva canta un nuovo Brecht (Seven Seas – KICP 622 CD)
- 1998 – Auf den Flügeln bunter Träume (Seven Seas – KICP 643, CD)
- 1998 – El tango de Astor Piazzolla (Seven Seas – KICP 667/8 CD)
- 2000 – Mia bella Napoli (Seven Seas – KICP 642 CD)
- 2000 – Stark sein (Seven Seas – KICP 719 CD)
- 2008 – Milva canta Merini (King International – KIS 1007, Edel – 10904, King International – KIS 1008, NAR – 10904-2CD)
- 2008 – In territorio nemico (King International – KIS 1007, NAR – NAR 10107 CD)
- 2009 – Live In Tokyo 1988 – The Complete Concert At Nakano Sunplaza Hall, June 26 (B.J.L. – DDCB-13012/13 2XCD)

### Raccolte
- 1964 – Canzone! Canzone! Canzone! Vol. 1 (Seven Seas – MH 141) split con Claudio Villa
- 1964 – The Best Of Milva (Seven Seas – MH 156)
- 1964 – Regina di canzoni!Milva (Seven Seas – MH 215)
- 1966 – European Best Stars Album (Seven Seas – MH 221)
- 1967 – Best Star Best Album (Seven Seas – SR 139)
- 1967 – La brava Milva (Seven Seas – SR 150)
- 1969 – Finale d'amore (Seven Seas – SR 275)
- 1970 – Canzone Best Star Series (Seven Seas – SR 323)
- 1970 – Golden Prize (Seven Seas – GP 24)
- 1970 – The best of Milva (Polydor MP 2071)
- 1970 – Golden Double Album (Polydor MP 9343/44)
- 1971 – Finale d'amore (Ricordi – MW 2016)
- 1971 – Milva Max 20 (Seven Seas – MAX 5, distribuita anche con il titolo Milva Super Max 20)
- 1972 – Milva (Seven Seas – SR 743)
- 1972 – Mediterraneo / Milva Golden Hits (Ricordi – MW 2056)
- 1972 – Perfect collections Vol. 1 (Ricordi – MW 9017/8)
- 1973 – The best of Milva (Ricordi – MW 2067)
- 1973 – Golden Double Deluxe (Seven Seas – GW-85~86)
- 1973 – Portrait of Milva (Ricordi – MW 5004)
- 1973 – Perfect collections Vol.2 (Ricordi – MW 9025/6)
- 1974 – The history of Milva (Seven Seas – SR 867)
- 1974 – The best of Milva Deluxe (Ricordi – MW 9045/6)
- 1975 – Tango italiano (Seven Seas – LAX 107)
- 1976 – Golden best album (Ricordi – MW 2153)
- 1976 – Songs of love from Milva (Ricordi – MW 9921/2)
- 1976 – Evergreen (Seven Seas – GXI 9014)
- 1977 – Golden Double Deluxe (Seven Seas – GXC-12 / 13)
- 1977 – Best of Milva (Ricordi – MW 8653/4)
- 1977 – Golden Deluxe (Ricordi – MWF 1022)
- 1979 – Milva (Seven Seas – GXM 9114)
- 1979 – Canzone best library (Seven Seas – GXC 106)
- 1980 – Gold Superdisc (Seven Seas – K28P-9046)
- 1980 – Non pianger più Argentina (Seven Seas – K28P 248)
- 1982 – Le prime donne (Seven Seas – K25P-258-260, 3xLP, split com Mina e Ornella Vanoni)
- 1987 – Canzone Best Star Album On CD (Seven Seas – K32Y 2073)
- 1987 – I successi di Milva (Seven Seas – K28P-663)
- 1989 – Best Hits! (Seven Seas – 250E 52038)
- 1990 – Milva best hits (Seven Seas – KICP 8003)
- 1991 – Best hits (Seven Seas KICP 8051)
- 1992 – Canzoni tra due guerre (Seven Seas – DCY-92031)
- 1992 – Best Hits (Seven Seas – KICP 2322, ristampato nel 1993 e 1994)
- 1992 – Milva history 1960-1990 – 72 successi di Milva (Seven Seas – KICP 211 – 214)
- 1994 – Milva oggi (Seven Seas – KICP 402)
- 1994 – A Edith Piaf Con Amore – Inno All' Amore (Milva Recital '94 Japan) (Seven Seas – DCY 94031)
- 1996 – Milva Dramatic Recital '96 – From The Mediterranean To Orient (Seven Seas – KICP 514)
- 1996 – Tutto Milva – Promotional special digest (Seven Seas – DCY 96042)
- 1998 – Best album (Seven Seas – KICP 645)
- 1999 – Lili Marleen (Seven Seas – KICP 8502)
- 2002 – Best collection (Seven Seas – FKCP 40376)
- 2007 – Milva Classics (Seven Seas – KICP 1179/80)

### Singoli
- 1962 – Tango italiano/Al di la (Giacomo Rondinella)
- 1963 – Ricorda/Non sapevo
- 1964 – Flamenco rock/La risposta della novia
- 1964 – Ricorda/Tango italiano
- 1964 – L'unica ragione/Venezia,t'amo
- 1964 – L'ultimo tram/Passo su passo (Claudio Villa)
- 1964 – Voglio bene al mondo/Abat jour
- 1964 – Una sera di Tokyo/Non sapevo
- 1964 – Come quel giorno/Vai con lui
- 1964 – La novia/Abat jour
- 1965 – Vieni con noi/Mare verde
- 1965 – Come puoi lasciarmi/Ciao bella ciao
- 1965 – Una sera di Tokyo/Ricorda/La novia (Claudio Villa)/Amor,mon amour,my love (Claudio Villa)
- 1965 – Tango italiano/Come quel giorno (Aria di festa)/Non sapevo/Vai con lui
- 1966 – Nessuno di voi/Per sempre,per sempre
- 1966 – La stella per noi/Nessuno di voi
- 1966 – Stella mia/La risposta
- 1967 – Uno come noi/E allora dai (Remo Germani)
- 1967 – L'immensità/Io di notte
- 1967 – Una sera di Tokyo/Stella per noi/Nessuno di voi/Non sapevo
- 1968 – Finale d'amore/Le temps est loin
- 1968 – Canzone/Segui il vento
- 1968 – Cuando sali de Cuba/Io non so cos'è
- 1968 – Ho capito che ti amo/Io per amore/Vi non sapete/Giovane amore
- 1968 – Ricorda/Tango italiano/Nessuno di voi/Non sapevo
- 1968 – Canzone/L'immensità/Little man/Io di notte
- 1969 – Cuando Sali de Cuba/Finale d'amore/Io che non vivo/Il mondo
- 1969 – Finale d'amore/Le temps est loin
- 1969 – Un sorriso/Zingara (Bobby Solo)
- 1969 – Zingara (Bobby Solo)/Un sorriso (Milva)/Zucchero (Rita Pavone)/Un'ora fa (Tony del Monaco)
- 1970 – La stella per noi/Una sera di Tokyo
- 1970 – Aveva un cuore grande/Se piangere dovrò
- 1970 – Un sorriso/L'immensità
- 1970 – Canzone/Quando l'amore diventa poesia
- 1970 – Qualcosa di mio/È amore quando
- 1970 – Finale d'amore/Quella rosa
- 1970 – Nessuno di voi/Io che non vivo
- 1970 – Iptissam/Io lo farei
- 1970 – Una sera di Tokyo/Non sapevo/La novia/Milord
- 1971 – Milord/Mon Dieu
- 1971 – Sola/Surabaya Johnny
- 1972 – La nostra storia d'amore/La pianura
- 1972 – Ningyo no ie/Sakariba blues
- 1972 – Omoide o keshite/Oh kamisama
- 1972 – Una lacrima sul viso (Bobby Solo)/Mes amis, mes copains (Catherine Spaak)/Violino tzigano (Emilio Pericoli)/Dio, come ti amo (Patrizia Gorgatti)/Il cielo in una stanza (Gino Paoli)/Nessuno di voi (Milva)
- 1972 – Finale d'amore/Io che non vivo/Canzone/Ningyo no ie/Nessuno di voi/L'immensità
- 1972 – Finale d'amore (Milva)/Lontano dagli occhi (Franco Say)/Ricorda (Ornella Vanoni)/Zingara (Bobby Solo)/Quando l'amore diventa poesia (Orietta Berti)/Non ho l'età (Wilma Goich)
- 1973 – E per colpa tua/Va bene, ballerò
- 1974 – Tango italiano/Milord
- 1979 – Da troppo tempo/Ho capito che ti amo
- 1979 – Uno dei tanti/Olikaesi kanasimi yuki
- 1986 – Marinero/Amo chi siamo

## Discografia Grecia

### Album
- 1968 – Tango (Ricordi SMRL 6058, LP)
- 1975 – Tango (Industry Records TC IR-FG 2044, MC)
- 1983 – Tango (Virgin – VG-10002, seconda ristampa in LP ed MC con artwork diverso)
- 1986 – Tra due sogni (Metronome – 829897-1)
- 1993 – Uomini addosso (Virgin – 07243 839082 1 9 LP 07243 839082 2 6 CD, ristampato in CD nel 1996 BMG Ariola GR CD 306)
- 1994 – Volpe d'amore (Minos-EMI – 7243 4 80538 4 8, ristampato in CD nel 2006)
- 1998 – 10 Τραγουδια Του Μίκη Θεοδωράκη (Άνοδος – A – 266)
- 2004 – 10 Songs By Mikis Theodorakis (FM Records – FM 1634)
- 2008 – 10 Songs By Mikis Theodorakis (FM Records – none)
- 2011 – Flower (FM Records – none)

### Raccolte
- 1997 – Μεγάλες Επιτυχίες (Sakkaris Records – PR.SR 147)
- 1998 – Viva Italia! (Sakkaris Records – PR.SR 402, pubblicato nel 1999 col titolo Milva Sakkaris Records – PR.SR 402)
- 2007 – Milva (Victory Music (5) – VM 1039)

## Discografia Israele

### Album
- 1966 – Milva (Cetra, AN 69-25)

### Raccolte
- 1982 – I grandi successi (Fonit Cetra – PL 426)

## Discografia Paesi Bassi

### Album
- 1990 – Echt Italienische Lebensart Domotechnica '90 (Metronome – 843 057-4, MC)
- 1990 – Die Dreigroschenoper (Decca – 430 075-1 DH, LP MC)

### Raccolte
- 1966 – Milva (CNR – GA 5056)
- 1967 – Milva (Ricordi – 34205 CDE)
- 1992 – La Cucuracha (Life Time – LT 5061, distribuito anche con il titolo The World Of Milva: Addio Lugano Bella Trace Trading – 0401012)

### Singoli
- 1960 – Flamenco Rock/La mia felicità (Cetra, CE 23705)
- 1961 – Al di là/Il mare nel cassetto (Cetra – CE 23701)

## Discografia Polonia
- 1993 – Uomini addosso (Not On Label (Milva) – none, MC)

### Raccolte
- 1988 – Greatest Hits (Super Tape – ST 573)

### Singoli
- 1961 – Tango Della Gelosia (Pracownia Pocztówek Dźwiękowych Z.Kwapińska – none, flexi disc)

## Discografia Portogallo
- 1986 – Tra due sogni (Metronome LP 829 897-1)

## Discografia Regno Unito (UK)

### Album
- 2000 – The Threepenny Opera (Decca – 430 075-2 DH, ristampato nel 2012 Decca – 478 4581)

### Raccolte
- 1983 – Canzone (Platinum – PMC 94)
- 2000 – Most Famous Hits – The Album (Surpr!se – 6517)

### Singoli
- 1960 – Milord/Les Enfants Du Pirée (Cetra – SP 4017)
- 1961 – Il mare nel cassetto/Io amo, tu ami (Cetra – SP 4020)
- 1962 – Il primo mattino del mondo/Venezia t'amo (Cetra – SP 4027)

## Discografia Romania

### Raccolte
- 1964 – Milva La București (Electrecord – EDD 1089, distribuito con due copertine differenti, ristampato con il titolo Milord Electrecord – ST-EDE 02784)

## Discografia Singapore
- 1981 – Ich hab' keine Angst (767 – 30009)

## Discografia Spagna
- 1962 – Milva (Zafiro, ZV-798)
- 1977 – Tango (Ricordi, Hispavox S 20.034)
- 1977 – Cantos A La Libertad De Todo El Mundo (Ricordi, Hispavox HRIS 631-07, CH 1083)
- 1977 – Milva (Ricordi Hispavox HRIS 631-08)
- 1979 – La mia età (Ricordi I-200.818)
- 1986 – Tra due sogni (Polydor – 829 897-1)
- 1989 – Una Historia Inventada (Metronome – 841 367-1)
- 1995 – Tango (BCN Records – 31-726, ristampa in CD)
- 1995 – Uomini addosso (BCN Records – 31-727)

### Raccolte
- 1967 – Milva (Vergara – 10.004-E, Ricordi – 10.004-E)
- 1973 – Milva (Zafiro – ZV-790 LP, ristampato in MC nel 1976 con artwork diverso Cancela Tape – CT – 332)
- 1976 – Blue Spanish Eyes Y Otros Exitos (Tronic – XZ-810)
- 1978 – I successi di Milva (Ricordi – S 20.042, Hispavox – S 20.042)
- 1982 – I grandi successi (Milva Grandes Exitos) (Cetra – S 50.087, Hispavox – S 50.087, Fonit Cetra – S 50.087)

## Discografia Stati Uniti

### Album
- 1967 – Milva (Fiesta, FLPS 1578)
- 1978 – Sings Nostalgic German Film And Cabaret Hits – Auf Den Flügeln Bunter Träume (Peters International, Inc. – PLD 7051)
- 1989 – The Threepenny Opera (London Records – 430 075-2, CD MC, ristampato in CD nel 2000 su etichetta Decca 289 430 075-4 DH)

### Raccolte
- 1964 – "La Pantera Di Goro" Italy's Exciting Singing Star (4 Corners Of The World – FCL-4201)
- 1967 – Milva (MGM Records – SE4536, MGM Records – E/SE 4536)
- 1968 – The best of Milva (Fiesta – FLPS 1715)

## Discografia Sud Africa

### Raccolte
- 1981 – Romantica (Gallo – ML 4497)

## Discografia Sud Corea
- 1972 – Milva In Seoul (Sung Eum – SEL-100 012)
- 1977 – Milva (Ricordi – SMRL 6207, Hyundai Records – HDL-097)
- 1981 – Ich hab' keine Angst (Metronome 0060 383, LP ed MC, ristampato varie volte in CD Polygram Universal)
- 1986 – Milva (Le Torte) (Ricordi – SMRL 6207, Hyundai Records – HDL-097, ristampa in MC)
- 2009 – Live In Tokyo 1988 (B.J.L. – CNLR 1019/20, C&L Music Inc., Korea – CNLR 1019/20)

### Raccolte
- 1968 – The best of Milva (Fiesta – 1002, FLPS 1715)
- ? – The Very Best Of Milva Canzone (distribuito da varie etichette senza anno di pubblicazione, HIT, Angel Records, Universal)
- ? – Milva greatest hits (not on label)
- 1977 – Golden Deluxe (Not On Label – BH 036)
- 1980 –  Golden Best Album (Seven Seas – MAX 5, HSLC 2006, distribuita anche con il titolo Milva Best Album)
- 1980 – Nessuno Di Voi – Gold Superdisc (Seven Seas – GXM 9114/HSL 2001, distribuito anche come Gold Super Album GXM-9114/HSLC-2001)
- 1991 – Greatest Hits (KCTA – HYCD-2226)
- 1994 – I Successi Di Milva (1961-1990) (HAE-Dong – 007)
- 2001 – The Very Best Of Diva Milva (Good – GI-3038)

## Discografia Svizzera

### Album
- 1977 – Milva (Ricordi 76207, MC)

### Raccolte
- 1976 – Canzone Dall' Italia (Ricordi – 651 019, MC)
- 1976 – Donna (Ricordi –RIK 76167, MC) – split con Rosanna Fratello e Mia Martini
- 1988 – Canzone (Milan – CDCH 158)
- 1992 – Canti popolari (Rondo Hitline CD 20-2079)
- 1993 – Ciao bella (Soundwings – 110.1120-2, ristampato nel 2002 col titolo Canti Rondo Hitline – 22765)
- 1994 – En France (Vono Disc – 112.028)

## Discografia Turchia

### Album
- 1962 – Milva canta per voi (Cetra, Fermata LPF 24-27)
- 1998 – Live At The Bouffes Du Nord (Fidan Müzik – CD 006, MC 012)

### Singoli
- 1962 – Il primo mattino del mondo/Venezia t'amo (Cetra – SP 1076)

### Raccolte
- 1998 – Freedom Songs (Artist Best Selection) (Fidan Müzik – CD 005)

### Singoli
- 1960 – Flamenco Rock/Da solo a sola (Cetra, SP 886)

## Discografia URSS/Russia
- 1988-1989 – Tango (Мелодия – C60 27025 000), diverse ristampe in CD
- 1998 – Live At The Bouffes Du Nord (M&A Group – NG 0828, Nord Group – NG 0828)
- ? – The Threepenny Opera (Aquarius (10) – AQVR 190-2)

### Raccolte
- 1980 – Поет Мильва (	Мелодия – С 60—14505-6, distribuito con due copertine differenti)

## Discografia Uruguay

### Album
- 1966 – Milva (Cetra, Antar LPC 10)

### Raccolte
- 1969 – Por amor (CBS – 8.751)
- 1969 – La Inconfundible (CBS – 8.861, CBS – 8861)

### EP
- 1961 – Festival De San Remo Vol 1 (Cetra Telefunken Antar – FP 45-191) con Gino Latilla e Claudio Villa

## Discografia Yugoslavia

### Album
- 1975 – Sono matta da legare (Ricordi SMRL 6135)
- 1976 – La filanda e altre storie (Ricordi SMRL 6093, PGP RTB LPV 5780)

### Raccolte
- 1976 – Gold (	RTV Ljubljana – LL 0494, Ricordi – LL 0494)

## Discografia Venezuela

### Album
- 1965 – Milva (Cetra, LPB 3519)
- 1979 – La mia età (Grabaciones Mundiales C.A. – GM-200.02696, Lps. 200.02696)
- 1999 – El Tango De Astor Pizzzolla – Live In Japan 1998 (Not On Label – none)

### Raccolte
- 1961 – Successi di Milva (Cetra, LPB.3504)
- 1973 – Milva (BASF – 20.108, Fonit Cetra – 20.108)

## Videografia
- 1989 – Canzoni tra le due guerre (VHS, Ricordi)
- 1992 – Alta classe (VHS, Video Rai)
- 2005 – Milva canta live Merini (DVD, Nar International)
- 2008 – Milva canta Brecht (DVD, Nar International)

## Partecipazioni al Festival di Sanremo
- 1961: Il mare nel cassetto (in coppia con Gino Latilla) (3º posto)
- 1962: Tango italiano (in coppia con Sergio Bruni) (2º posto) e Stanotte al luna park (in coppia con Miriam Del Mare) (5º posto)
- 1963: Ricorda (in coppia con Luciano Tajoli) (5º posto) e Non sapevo (in coppia con Gianni La Commare) (10º posto)
- 1964: L'ultimo tram (in coppia con Frida Boccarda) (non finalista)
- 1965: Vieni con noi (in coppia con Bernd Spier) (2º posto a pari merito con gli altri partecipanti)
- 1966: Nessuno di voi (in coppia con Richard Antony) (9º posto)
- 1967: Uno come noi (in coppia con Los Bravos) (non finalista)
- 1968: Canzone (in coppia con Adriano Celentano) (3º posto)
- 1969: Un sorriso (in coppia con Don Backy) (3º posto)
- 1972: Mediterraneo (12º posto)
- 1973: Da troppo tempo (3º posto)
- 1974: Monica delle bambole (4º posto a pari merito con gli altri partecipanti)
- 1990: Sono felice (4º posto a pari merito con gli altri partecipanti)
- 1993: Uomini addosso (non finalista)
- 2007: The show must go on (11º posto a pari merito con gli altri partecipanti)

Con 15 presenze Milva detiene il record di partecipazioni al Festival insieme a Peppino Di Capri, Toto Cutugno e Anna Oxa. Sono un record assoluto inoltre le 9 partecipazioni consecutive dal 1961 al 1969.